# Politikåret 1833

## Händelser
- 28 augusti – Genom Slavery Abolition Act 1833 förbjuder Storbritannien slaveriet. [1]

### Fotnoter
1. ↑  ”Slavery Abolition Act 1833; Section LXIV”. 28 augusti 1833. http://www.pdavis.nl/Legis_07.htm. Läst 29 juli 2015.